# تپه ایستگاه پمپاژ آب
تپه ایستگاه پمپاژ آب مربوط به دوره اشکانیان است و در شهرستان کرمانشاه، بخش مرکزی، دهستان بالادربند، ۲ کیلومتری جنوب روستای عمرپل واقع شده و این اثر در تاریخ ۲۶ اسفند ۱۳۸۷ با شمارهٔ ثبت ۲۵۵۲۹ به‌عنوان یکی از آثار ملی ایران به ثبت رسیده است.